# Новоолексіївка (Олександрійський район)
Новоолексі́ївка — село в Україні, у Приютівській селищній громаді Олександрійського району Кіровоградської області. Населення становить 89 осіб.

## Населення
Згідно з переписом УРСР 1989 року чисельність наявного населення села становила 73 особи, з яких 28 чоловіків та 45 жінок.
За переписом населення України 2001 року в селі мешкало 89 осіб.

### Мова
Розподіл населення за рідною мовою за даними перепису 2001 року:
| Мова       | Відсоток |
| ---------- | -------- |
| українська | 94,38 %  |
| російська  | 5,62 %   |